# Castello Cabiaglio
Castello Cabiaglio – miejscowość i gmina we Włoszech, w regionie Lombardia, w prowincji Varese.
Według danych na rok 2004 gminę zamieszkiwało 501 osób, 71,6 os./km².